# إكثار المتسلقات
النباتات المتسلقة هي نباتات ذات خاصية مختلفة عن بقية النباتات، لأنها ذات سوق ضعيفة.
يتم إكثار التسلقات بإحدى الطرق التالية: البذور والتعقيل والخلفات والترقيد والتطعيم.

## البذور
تزرع البذور في المشتل بين شهر شباط ونيسان كحد أقصى إذا رغبنا بزراعته في نفس العام تنقل الشتلات إلى مستوعبات وتقدم لها خدمة مكثفة ثم تنقل إلى المكان الدائم المخصص للزراعة، هذه الطريقة صالحة لإكثار زهرة الساعة ففي نفس العام يمكنك رؤية اننتيجة.

## التعقيل
تؤخذ العقل من ساق النبات، وتؤخذ العقل عادة من السوق الناضجة القوية من نموات بعمر سنة، ترقد العقل في مراقد أرضية ويمكن التأخير حتى آذار إذا كانت للنباتات حساسية للبرد والصقيع، على أن تتوفر الرطوبة اللازمة وبخاصة إذا كانت المرافد مدفأة ويمكن استعمال منشط هرموني لتسريع نمو الجذور.
وبعد ظهور النموات التي تشبه العقد وعادة تكون بيضاء يمكن نقل العقل إلى مستوعبات وتوضع في مكان نصف مضاء حتى ظهور خمس أو ست وريقات للعقلة فيمكن عندها نقلها إلى مكان مضاء بالكامل ويتابع رعايتها لتصبح شجرة يمكن غرسها في المكان الدائم.

## الخلفات
الخلفة عبارة جذر من الشجرة الأم نما ليعطي شجيرة صغيرة يمكن فصلها وزراعتها بشكل مستقل، وتعطي عند زراعتها نباتاً مشابهاً تماماً للنبات الأم. وبما أن العديد من المتسلقات تكون خلفات كثيرة حولها، فيمكن فصل الخلفة في أول الربيع وزراعتها مباشرة في الأرض الدائمة مثل الياسمين البلدي والياسمين العرائلي.

## الترقيد
تجري عملية الترقيد بهدف الحصول على نباتات طويلة خلال وقت قصير وينفذ الترقيد في الربيع ويكون للنبات قدرة أكبر على التجذير مقارنة مع الطرق الأخرى.
ويكون الترقيد بأخذ أحد الفروع القريبة من التربة ويدخل داخل الأرض بجزء منه ويطمر بالتراب ويترك نهاية الفرع خارج التربة، ويمكن ترقيد الأغصان المرتفعة عن التربة بإدخالها ضمن مستوعب مثقوب من الأسفل وربطه باداة ما إلى دعامة أو جذع الأم وتعبئته بالترف والرمل والمحافظة عليه رطبا فيعطي جذورا ويمكن فصله عن الأم وزراعته بعد تقليل حجم المجموع الخضري له تسمح هذه الطريقة في إكثار كل من الكرمة العذراء، اللبلاب، الجهنمية، الياسمين.

## التطعيم
ويقصد به تغيير خصائص النبات الأصل أو للتغلب على مشكلة معينة كأن نكون بحاجة لنات معين ومنطقتنا الطقسية لا تسمح له فنزرع نباتا مقاوما للصقيع مثلا ونطعم عليه النبات المطلوب وغالبا تستعمل مع المجنونة فيطعم الهولندي على البلدي. تستخدم هذه الطريقة في الحالات التي يصعب معها تطبيق الطرائق الأخرى، وفي حالات تمييز الأصل بصفات المقاومة لبعض الأمراض أو ملاءمته للظروف البيئية السائدة. يمكن استخدام التطعيم مع نباتات اللبلاب والياسمين والمجنونة.